# Idaea obliterata
Idaea obliterata là một loài bướm đêm trong họ Geometridae.